# Cassiano di Tangeri
Cassiano di Tangeri, o anche Cassio, (... – 30 ottobre/3 dicembre 298) è stato un santo romano, morto come martire sotto Diocleziano e venerato come santo dalla Chiesa cattolica, dalla Chiesa ortodossa e anche dalla Chiesa evangelica.

## Vita
Le notizie sulla sua vita sono molto scarse.
Secondo la versione tradizionale, era segretario del prefetto del pretorio Aurelio Agricolano e protestò vivacemente per la condanna di un cristiano (il futuro san Marcello di Tangeri), rifiutandosi di trascriverla. Per questo fu immediatamente arrestato e condannato a morte per insubordinazione. La sentenza sarebbe stata eseguita il 3 dicembre 298, circa un mese dopo i fatti (Marcello fu invece martirizzato il 30 ottobre).
Questa storia fu riportata come appendice alla Passio di san Marcello. Sulla sua validità sono stati sollevati dubbi da diversi studiosi.
Cassiano è anche nominato da Prudenzio, che lo considera di etnia massila (quindi proveniente dalla Numidia orientale) e lo include tra i diciotto martiri di Saragozza.